# Adâncata (Suceava megye)
Adâncata település Romániában, Moldvában, Suceava megyében.

## Fekvése
Suceavától északra fekvő település.

## Leírása
Az erdős környéken fekvő falu Suceava lakóinak kedvelt kirándulóhelye. Az erdő közepén turistaház, kemping is várja az idelátogató kirándulókat.
A turistaháztól 5 km-re fekszik Mitocu Dragomirnei község, ahol a híres Dragomirnai kolostor (Mănăstirea fortificată Dragomirna) áll.
A 2002 évi népszámláláskor a településnek 7808 lakosa volt, 2007-ben pedig 7745 lakost számoltak itt össze.